# Unisphere

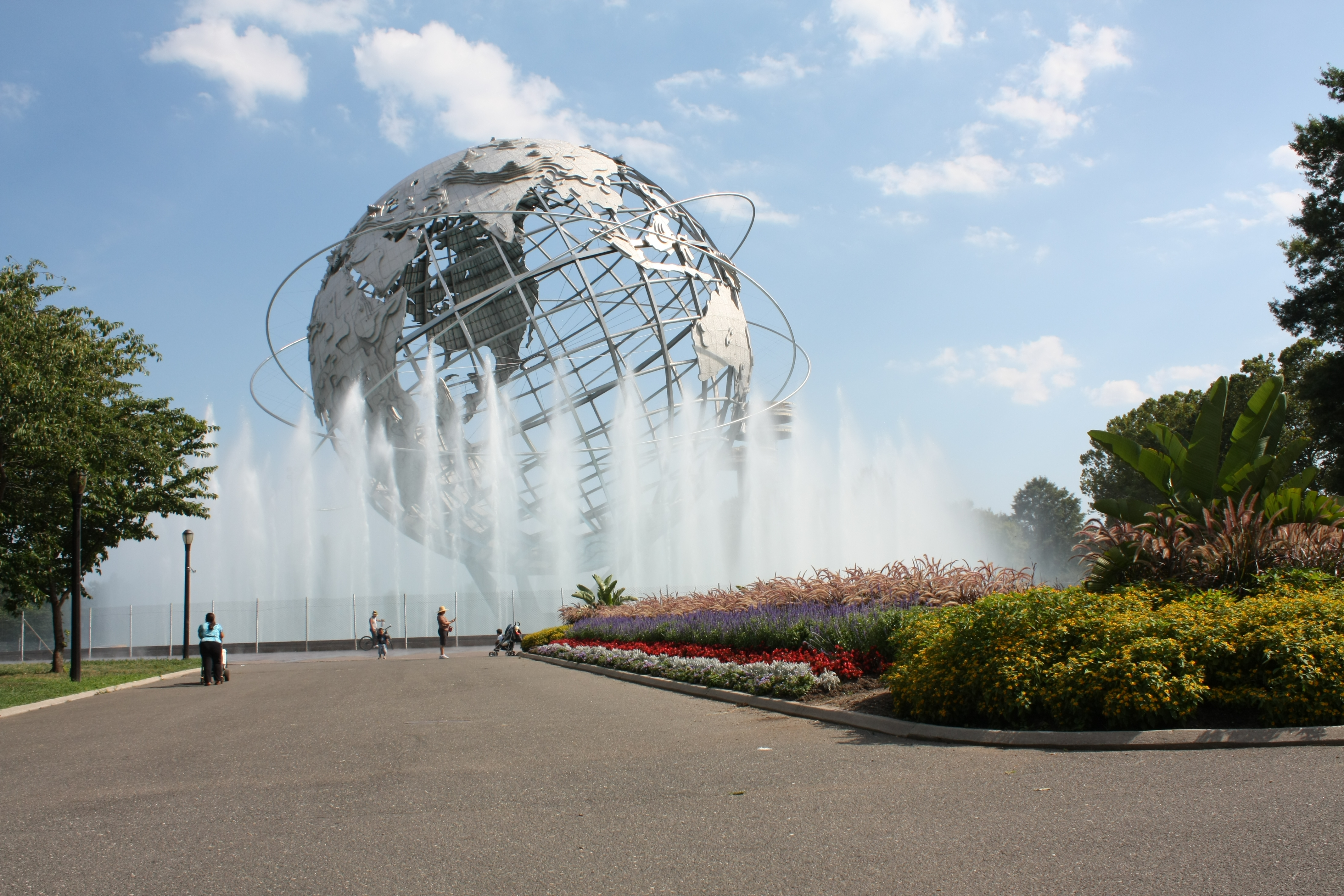
De Unisphere, juli 2010

De Unisphere is een twaalf verdiepingen hoge voorstelling van de Aarde, gemaakt van roestvast staal. De globe staat in het Flushing Meadows Corona Park in de borough Queens van de Amerikaanse stad New York. De Unisphere is een van de bekendste symbolen van Queens.
De Unisphere is gebouwd om het begin van het ruimtetijdperk te vieren en werd bedacht en gebouwd als themasymbool van de Wereldtentoonstelling van 1964 in New York. Het thema van de Wereldtentoonstelling was "vrede door begrip" en de Unisphere stond voor het thema van globale afhankelijkheid. Het werd opgedragen aan "de prestatie van de mensheid op een krimpende globe in een uitzettend universum".
De Unisphere is ontworpen door landschapsarchitect Gilmore D. Clarke, geschonken door de United States Steel Corporation en gebouwd door de American Bridge Company. Het is de grootste globe ter wereld, meer dan 42 meter hoog en meer dan 300 ton zwaar. Sommige bronnen geven een gewicht van meer dan 400 ton, waarbij het gewicht van de ondersteunende driepoot wordt meegerekend. De diameter van de bol is 36,57 meter. Het is gemaakt van type 304L roestvast staal.
De Unisphere is gebouwd op de fundering die de Perisphere ondersteunde van de Wereldtentoonstelling in 1939. Het staat in een groot, cirkelvormig waterbad en wordt omringd door vele fonteinen die de ondersteunende driepoot uit het zicht moeten onttrekken. Het effect hiervan moet zijn dat het lijkt alsof de Unisphere in de ruimte zweeft.
Tijdens de tentoonstelling gaven lichteffecten 's nachts het effect van een zonsopgang over de gehele planeet. Daarnaast werden de hoofdsteden van de landen aangegeven met speciaal ontworpen lichten die elk vier lampen bevatten. Wanneer een opbrandde bewoog een ander naar die plaats zodat de lampen tijdens de twee jaar lange tentoonstelling niet vervangen hoefden te worden. Geen van deze lichten is nu nog in werking.

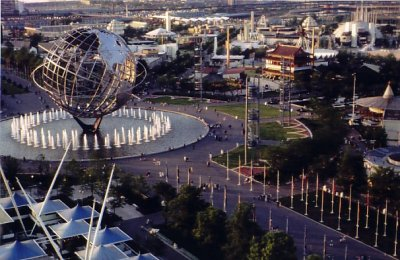
De nieuwe Unisphere tijdens de Wereldtentoonstelling in 1964/1965.

Drie grote roestvaststalen ringen omcirkelen de Unisphere onder verschillende hoeken. Deze ringen worden verondersteld de banen van Yuri Gagarin, John Glenn en de Telstar voor te stellen, respectievelijk de eerste mens in de ruimte, de eerste Amerikaan in een baan om de aarde en de eerste communicatiesatelliet. Vroege ontwerpen bevatten een ring voor elke satelliet die op dat moment om de Aarde bewogen. Dit bleek onpraktisch vanwege het aantal satellieten maar ook vanwege de hoogte van deze banen. Bovendien hadden sommige satellieten geen baan omdat ze geostationair zijn. Als gevolg werd het symbolische getal drie gekozen.
In 1989 kondigde de New York City Department of Parks and Recreation een multi-miljoenen opknapbeurt aan voor Flushing Meadows-Corona Park. Een van de projecten was een complete restauratie van de Unisphere. De operatie begon eind 1993 en werd op 31 mei 1994 afgerond. Vele reparaties werden uitgevoerd en roet werd verwijderd van het staal. De fonteinen, die sinds de jaren zeventig uit stonden, werden vervangen en er werd nieuwe verlichting geplaatst.
Op 10 mei 1995 kreeg de Unisphere officieel de monumentenstatus door de New York City Landmarks Preservation Commission. Het is het enige monument in Flushing Meadows-Corona Park.

## In de popcultuur
- De Unisphere is te zien in de intro van de televisieserie The King of Queens.
- Een versie van de Unisphere genaamd de Monoglobe is te zien in het videospel Grand Theft Auto IV.